# Melchtal

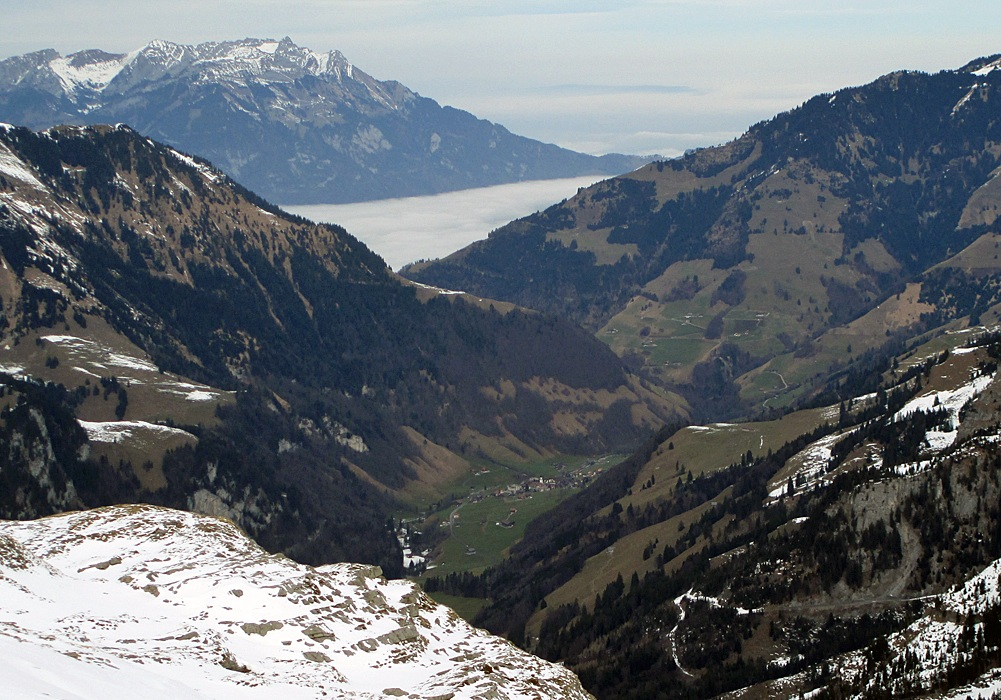
Das Melchtal mit der gleichnamigen Ortschaft im Talboden. Im Hintergrund der Pilatus. Blick vom Bonistock

Melchtal, historisches Luftbild von 1925, aufgenommen aus 1800 Metern Höhe von Walter Mittelholzer

Melchtal, um 1910

Melchtal ist das von der Grossen Melchaa gebildete Tal im Kanton Obwalden in der Schweiz und eine gleichnamige Ortschaft.
Der Ort Melchtal liegt auf 890 m Höhe und gehört fast vollständig zur politischen Gemeinde Kerns. Die Melchaa bildet die Grenze zu Sachseln, und somit gehören die wenigen Häuser westlich der Melchaa zu Flüeli-Ranft. Bekannt ist der Name auch als vermeintlicher Herkunftsort des Arnold von Melchtal, der im Gründungsmythos der Schweiz als einer der drei Gründerväter beim Rütlischwur auftaucht.
Das Melchtal verläuft in süd-nördlicher Richtung und wird im Norden, bevor es in das Sarneraatal zweigt, durch eine Schlucht abgeschlossen, die auf der Höhe der Ortschaft Flüeli-Ranft auch Ranftschlucht genannt wird und ein Stück weiter von der Hohen Brücke überspannt wird. Zahlreiche Touristen durchfahren das Tal von Kerns zur Stöckalp, von wo eine Seilbahn und im Sommer auch eine Bergstrasse zum Sommer- und Wintersportort Melchsee-Frutt führt.

## Wirtschaft
Im Melchtal sind Vieh- und Alpwirtschaft sowie der Tourismus dominierend. Ab dem 15. Jahrhundert wurde hier Erz von Melchsee-Frutt verhüttet, bis die Wälder abgeholzt und die Verhüttung 1689 eingestellt wurde. Ab dem 17. Jahrhundert wurde oberhalb der Stöckalp schwarzer Marmor für diverse Kirchenbauten der Region gebrochen, darunter auch für die Kirche von Sachseln.

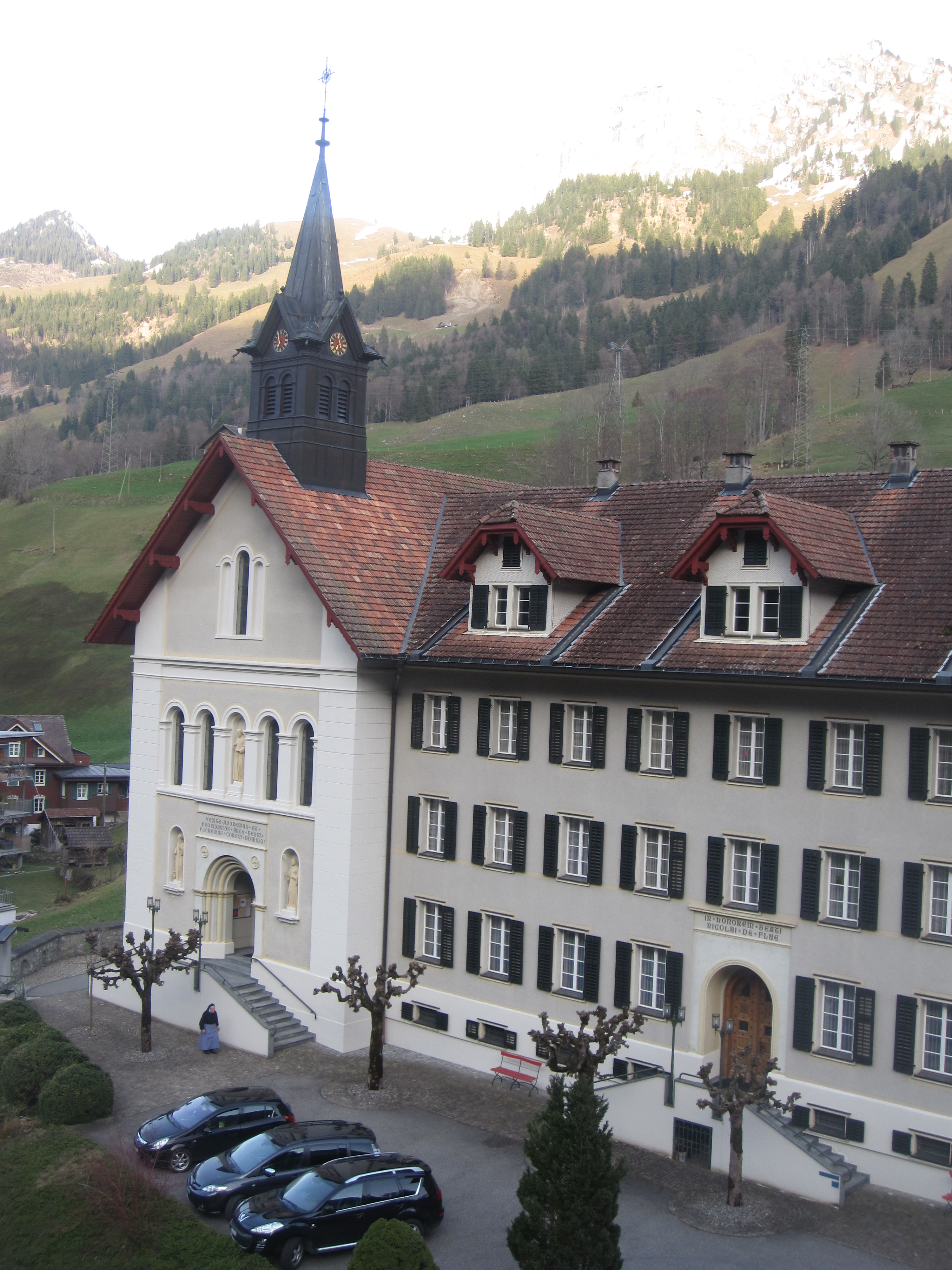
Kloster Melchtal

## Kloster Melchtal
In Melchtal befindet sich das ehemalige Kloster Melchtal der Benediktinerinnen, das 1866 gegründet wurde. Die Klosteranlage wurde zwischen 1892 und 1896 im neuromanischen Stil nach den Plänen des Schwyzer Architekten Clemens Steiner errichtet.
Im März 2019 sind die zuletzt elf Melchtaler Benediktinerinnen aus dem Kloster ausgezogen und in das neugestaltete «Benediktinische Zentrum» im  Frauenkloster St. Andreas in Sarnen eingezogen. Die Klostergebäude gehören zu den geschützten Kulturgütern von Kerns und wurden Ende 2019 verkauft. Die 9800 Quadratmeter grosse Klosteranlage soll einer neuen Nutzung zugeführt werden, wobei der Denkmalschutz den Plänen enge Grenzen setzt.
Zum Kloster gehörte das ehemals von den Schwestern betriebene Mädcheninstitut Institut Melchtal. Dieses wurde im Juni 2014 an die Stiftung Juvenat der Franziskaner verkauft, die dort im August 2017 mit ihrem Schul- und Therapieheim einzog.

## Sehenswürdigkeiten
Zu den Sehenswürdigkeiten des Ortes zählt die Pfarrei- und Wallfahrtskirche Melchtal Maria Namen mit der historischen Gebrüder-Mayer-Orgel von 1929.

## Sportcamp Melchtal
Das an der Hauptstrasse liegende ehemalige Truppenlager Melchtal, welches aus einem Hauptgebäude und mehr als 35 Baracken mit rund 1'000 Betten besteht, war zwischen 1941 und 1942 während des Zweiten Weltkriegs als Militärspital gebaut worden. Nach dem Krieg wurde es auch von Zivilpersonen verwendet, nach dem Erdbeben von 1964 auch als Behelfslösung für das Kollegium Sarnen, dessen Gebäude durch das Erdbeben beschädigt worden waren. Ab 1975 wurde es auch als Ferienlager für Behinderte eingesetzt. 2002 noch wurden kriegsversehrte Kinder aus dem Balkan dort vorübergehend einquartiert. Im Jahr 2004 wurde es vom Eidgenössischen Departement für Verteidigung, Bevölkerungsschutz und Sport (VBS) an die Korporationsgemeinde Kerns verkauft und wird seither als Sportcamp betrieben.
Das Sportcamp bietet diverse Sportaktivitäten an, wie etwa OL-Parcours, Gym- und Kraftraum, Bogen- und Blasrohrschiessen, Indoor- und Outdoorkletterwand. Es verfügt über verschiedene Unterkunftsmöglichkeiten mit insgesamt 600 Gästebetten. Für Familien, Paare und Alleinreisende werden Komfort-Häuser und das Haupthaus angeboten. Für Gruppen eignen sich die 8 Pavillons mit je 42 bis 50 Betten. Für Gruppen ab 20 Personen bietet das Sportcamp Übernachtungen mit Verpflegung an.

## Verkehr
Bis tief ins 19. Jahrhundert konnte das Melchtal nur über einen Säumerpfad erreicht werden, der 1864 durch einen Fahrweg ersetzt wurde. Von 1930 bis 1932 wurde dieser dann zu einer Strasse ausgebaut. Regelmässige Verkehrsverbindungen nach Kerns existieren seit 1893, ein Postauto seit 1924. Beim schweren Unwetter im August 2005 trat die Melchaa an zahlreichen Stellen über die Ufer, riss Böschungen und Teile der Kantonsstrasse mit und richtete schwerste Verwüstungen an. Das Tal und zahlreiche Touristen im Gebiet Melchsee-Frutt waren tagelang von der Aussenwelt abgeschnitten, bis eine Notstrasse errichtet werden konnte. Die Kantonsstrasse konnte erst im November 2005 wieder dem Verkehr übergeben werden.